# 稲葉稔 (政治家)
稲葉 稔（いなば みのる、1929年9月14日 - 2006年10月15日）は、日本の政治家。滋賀県知事を3期・12年にわたって務めた。

## 生涯
1929年、滋賀県愛知郡（現・東近江市）で生まれる。八日市中学校（現・滋賀県立八日市高等学校）卒業後、立命館専門学校（現・立命館大学）を中退し、1946年に滋賀県に入庁。水政課長、企画部長、総務部長などを歴任した。1982年からは当時の武村正義知事のもとで副知事となり、その後、武村が衆議院議員選挙へ立候補したことに伴い、1986年の滋賀県知事選挙に立候補、当選した。この際、自民党・社会党・公明党・民社党・自ク・社民連の6党の推薦を受け、以後2回の選挙でもこれらの推薦を受けている。
知事に在任中は文化行政に力を入れ、滋賀県立大学、滋賀県立琵琶湖博物館、びわ湖ホールという文化面の3大プロジェクトを実現させ、立命館大学のびわこ・くさつキャンパスも誘致した。びわこ空港や新幹線新駅（南びわ湖駅）の誘致など交通政策も推進した。また、25年間続いた琵琶湖総合開発が在任中に終了している。
1987年にはJR西日本が県内の東海道本線の愛称をJR京都線としようとした事に抗議し、琵琶湖線という名称が作られた。また県の機構改革に取り組み、縦割りを排除した琵琶湖環境部を国の反対を押し切って設置し、1987年には女性職員の制服を廃止している。なお1991年には信楽高原鐵道列車衝突事故が起き、在任中でもっともつらい経験だったと語っていた。
1997年に腹膜炎で手術を受け、翌年の知事選には立候補せず政界から引退。1999年11月3日、勲二等旭日重光章を受章。2006年10月15日、心不全で死去。77歳没。

## 後継者の選出
稲葉知事の引退後の知事選挙で、自民党は県総務部長だった國松善次を他党とともに推薦した。しかし後継者の選出に際して党内では意見が分裂し、大阪府副知事だった吉沢健が大津市や草津市の自民党市議らに推され、県出納長だった高井八良が一部の自民党県議に擁立され、それぞれ知事選に出馬している。
この背景には、滋賀県知事を約12年間つとめ、新党さきがけ結成直前まで衆議院議員で自民党滋賀県連の会長だった武村正義の影響がある。國松は武村知事の時代に大阪府からヘッドハントされ、武村に立場が近いとされたため党内で反発を受けた。しかし、他党の推薦も望めること、現職だった稲葉も県の官僚を望んでいた事などから國松が後継者に選ばれ、知事選に当選している。